# Iranske højslette
 Denne artikel bør gennemlæses af en person med fagkendskab for at sikre den faglige korrekthed.
    Evt. flere detaljer i geoboxen

Den Iranske Højslette er et geografisk område der omfatter dele af Vestasien og Centralasien. Den udgør en del af den eurasiske plade og er kilet ind mellem den arabiske plade og den indiske plade. Højsletten ligger mellem Zagrosbjergene mod vest, det Kaspiske Hav og Kopet Dag mod nord, det Armenske Højland og Kaukasusbjergene mod nordvest, Hormuzstrædet og den Persiske Bugt mod syd og det indiske subkontinent mod øst.
Som en historisk region omfatter det Partherriget, Media, Persis og nogle af de tidligere territorier i Stor-Iran. Zagros danner højslettens vestlige grænse, og dens østlige skråninger kan også indgå i udtrykket. Encyclopædia Britannica karakteriserer Elam som at spænde over "regionen fra den mesopotamiske slette til den iranske højslette".
Fra Det Kaspiske Hav i nordvest til Baluchistan i sydøst strækker det iranske plateau sig tæt på 2.000 kilometer (1.200 mi). Det omfatter Iran, Afghanistan, Tadsjikistan, Pakhtunkhwa, Pakistans Balochistan-provins, og Iraks Kurdistan region. Den Iranske Højslette dækker et område på omkring 3.700.000 kvadratkilometer (1.400.000 sq mi). På trods af at det kaldes en højslette, er området langt fra fladt og indeholder flere bjergkæder; det højeste punkt er Noshaq i Hindu Kush på 7.492 meter (24.580 fod), og det laveste punkt er Lut-ørkenen øst for Kerman, Iran, på under 300 meter (980 fod).

## Oversigtskort
| Iranske højsletteTeheranMashhadIsfahanZahedan ShirazKerman Iranske højslette med byer · Højslettens koordinater er fra Dasht-e Kavir, en saltslette "i midten af højsletten" |